# (67) Asia
(67) Asia ist ein Asteroid des inneren Hauptgürtels, der am 17. April 1861 vom englischen Astronomen Norman Robert Pogson am Madras Observatory in Indien entdeckt wurde.
Der Asteroid wurde benannt nach Asia, der Gattin von Iapetos und Mutter von Atlas und Prometheus. Es war der erste nummerierte Asteroid, der in Asien entdeckt wurde. Der Entdecker erklärte: „The name ‘Asia’ has been selected in consequence of this being the first discovery made in this quarter of the globe. As one of the Oceanides, Asia has just as much right to a celestial celebrity as her sisters Europa, Doris and many others of the same family long since adopted (Der Name ‚Asia‘ wurde gewählt, weil dies die erste Entdeckung war, die in diesem Viertel der Erdkugel gemacht wurde. Als eine der Okeaniden hat Asia genauso viel Recht auf himmlische Berühmtheit wie ihre Schwestern Europa, Doris und viele andere derselben Familie, die seit langem angenommen wurden).“

## Wissenschaftliche Auswertung
Mit Daten radiometrischer Beobachtungen im Infraroten von 1974 am Cerro Tololo Inter-American Observatory in Chile wurden für (67) Asia erstmals Werte für den Durchmesser und die Albedo von 58 km bzw. 0,16 bestimmt. Aus Ergebnissen der IRAS Minor Planet Survey (IMPS) wurden 1992 Angaben zu Durchmesser und Albedo für zahlreiche Asteroiden abgeleitet, darunter auch (67) Asia, für die damals Werte von 58,1 km bzw. 0,26 erhalten wurden. Eine Auswertung von Beobachtungen durch das Projekt NEOWISE im nahen Infrarot führte 2011 zu vorläufigen Werten für den Durchmesser und die Albedo im sichtbaren Bereich von 62,7 km bzw. 0,22. Nachdem die Werte nach neuen Messungen mit NEOWISE 2012 auf 61,5 km bzw. 0,23 korrigiert worden waren, wurden sie 2014 auf 56,3 km bzw. 0,27 geändert.
Photometrische Beobachtungen von (67) Asia fanden erstmals statt vom 25. Juli bis 1. August 1978 am Table Mountain Observatory in Kalifornien. Aus der gemessenen Lichtkurve wurde eine Rotationsperiode von 15,89 h abgeleitet. Eine weitere Beobachtung vom 18. bis 27. Dezember 1994 an der Automated Telescope Facility der University of Iowa führte zu einem Wert von 15,9 h, während eine Messung vom 21. bis 23. November 2006 am Oakley Observatory des Rose-Hulman Institute of Technology in Indiana nur eine lückenhafte Lichtkurve ergab, die aber zu einem Periodenwert von 15,90 h ausgewertet werden konnte. Weitere Beobachtungen wurden als notwendig erachtet.
Bei einer Rotationsperiode des Asteroiden, die nahe bei ⅔ derjenigen der Erde liegt, müssen die Beobachtungen über mehrere Nächte ausgedehnt werden, um eine volle Rotation des Asteroiden zu erfassen. Daher erfolgte eine sehr ausführliche Messreihe vom 26. November 2013 bis 2. Januar 2014 am Organ Mesa Observatory in New Mexico. Aus der aufgezeichneten und sehr detaillierten  Lichtkurve konnte ein verbesserter Wert für die Rotationsperiode von 15,853 h bestimmt werden. Eine theoretisch auch mögliche Periode von etwas unter 32 Stunden konnte dagegen ausgeschlossen werden.
Aus archivierten Daten des Asteroid Terrestrial-impact Last Alert System (ATLAS) aus dem Zeitraum 2015 bis 2018 konnten dann in einer Untersuchung von 2020 für ein dreiachsig-ellipsoidisches Gestaltmodell des Asteroiden zwei alternative Positionen für die Rotationsachse mit einer prograden Rotation sowie eine Periode von 15,8504 h bestimmt werden. Eine weitere Beobachtung am Organ Mesa Observatory vom 6. bis 17. November 2020 führte zu einer Rotationsperiode von 15,852 h. Auch bei dieser Messung konnte die doppelte Periode erneut sicher ausgeschlossen werden.
Zwischen 2012 und 2018 wurden mit der All-Sky Automated Survey for Supernovae (ASAS-SN) auch photometrische Daten von 20.000 Asteroiden aufgezeichnet. Auf mehr als 5000 davon konnte erfolgreich die Methode der konvexen Inversion angewendet werden, darunter auch (67) Asia, für die in einer Untersuchung von 2021 ein verbessertes dreidimensionales Gestaltmodell für eine Rotationsachse mit prograder Rotation und einer Periode von 15,8507 h berechnet wurde. Aus den Daten von ATLAS konnte in einer Untersuchung von 2022 mit der Methode der konvexen Inversion eine Rotationsperiode von 15,851 h berechnet werden. Im Jahr 2023 wurde aus photometrischen Messungen von Gaia DR3 erneut ein dreidimensionales Gestaltmodell des Asteroiden für eine Rotationsachse mit prograder Rotation und einer Periode von 15,8505 h berechnet.
Abschätzungen von Masse und Dichte für den Asteroiden (67) Asia aufgrund von gravitativen Beeinflussungen auf Testkörper hatten in einer Untersuchung von 2012 zu keinen sinnvollen Ergebnissen geführt.